# Tetranychus adensis
Tetranychus adensis är en spindeldjursart som beskrevs av Meyer 1996. Tetranychus adensis ingår i släktet Tetranychus och familjen Tetranychidae. Inga underarter finns listade i Catalogue of Life.